# Boeing 787

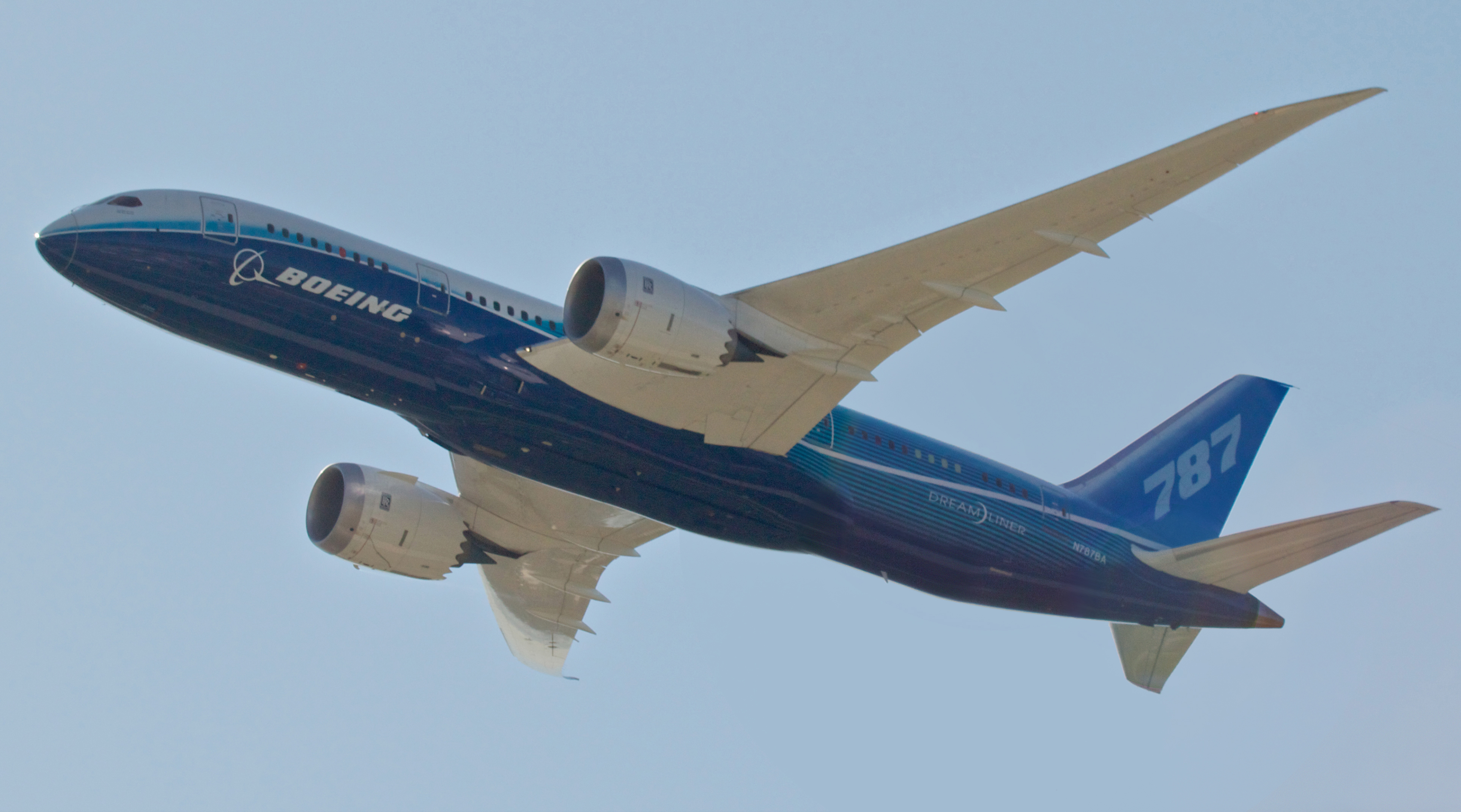
Boeing 787 durant un vol de demostració.

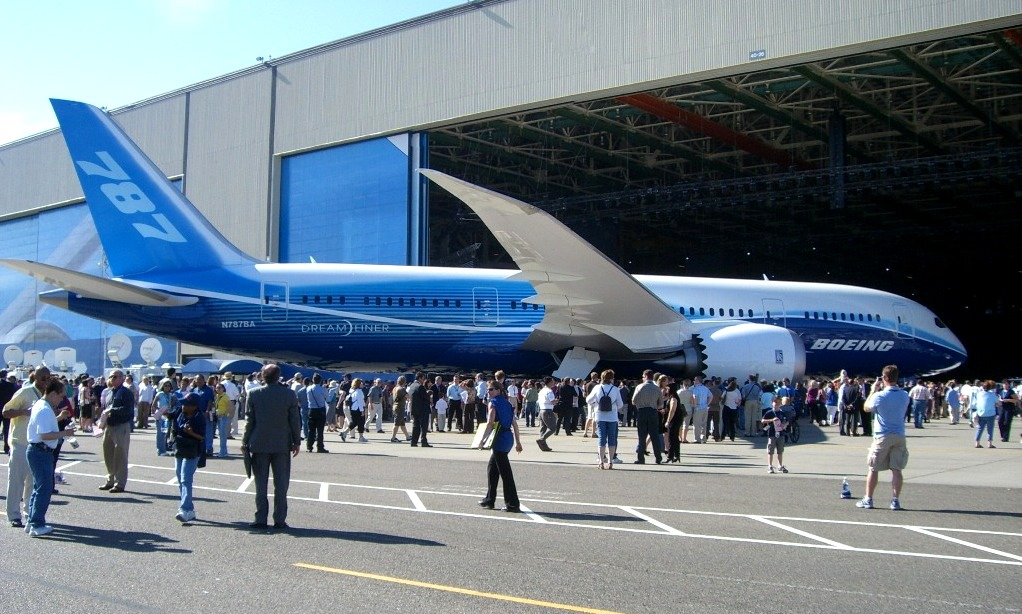
Un Boeing 787 el dia de la seva presentació.

El Boeing 787 Dreamliner és un avió de reacció de llarg abast. Es tracta d'un disseny de dos motors, que es configura per tal de transportar entre 210 i 290 passatgers gràcies a l'ús de geometria de fuselatge ample. És desenvolupat pel fabricant Boeing Commercial Airplanes, un dels principals fabricants d'avions del món.
Aquest disseny té com a principal innovació la gran disminució en el consum de combustible respecte dels avions Boeing anteriors, de manera que redueix les emissions contaminants a l'atmosfera. És el primer avió comercial de transport de passatgers en utilitzar materials composts per la majoria dels seus elements constructius. L'ús de material compost se situa en més del 50% de percentatge en pes de l'estructura primària de l'avió, cosa que ha suposat un gran repte des de les fases de disseny fins a la certificació final de l'aeronau. El desenvolupament del Boeing 787 destaca també, pel seu enfocament innovador en la relació amb els proveïdors, que s'han involucrat en el projecte de manera col·laborativa.
El primer vol es va realitzar en desembre de 2009. El model 787-8 es troba en servei des d'octubre de 2011, quan va realitzar els seus primers vols comercials des del 26 d'octubre de 2011 amb All Nippon Airways.

## Especificacions
Especificacions de les diverses versions del Boeing 787 (fonts del fabricant):
|                                         | 787-8                                          | 787-9                                                   |
| --------------------------------------- | ---------------------------------------------- | ------------------------------------------------------- |
| Configuració                            | Doble passadís                                 | Doble passadís                                          |
| Tripulació de la cabina de vol          | 2                                              | 2                                                       |
| Passatgers (configuració típica)        | de 210 a 250 (242)                             | de 250 a 290 (280)                                      |
| Volum total de càrrega                  | 124,6 m³ (4400 ft3)                            | 152,9 m³ (5400 ft3)                                     |
| Llargària                               | 56,7 m                                         | 62,8 m                                                  |
| Envergadura                             | 60,1 m                                         | 60,1 m                                                  |
| Superfície alar                         | 347 m²                                         |                                                         |
| Fletxa alar                             | 32,2°                                          |                                                         |
| Altura                                  | 17 m                                           | 17 m                                                    |
| Amplada a la cabina                     | 5,488 m                                        |                                                         |
| Amplada del fuselatge (externa)         | 5,75 m                                         |                                                         |
| Pes en buit operacional                 | 114.532 kg                                     |                                                         |
| Pes màxim sense combustible (MZFW):     | 161.025 kg                                     | 181.437 kg                                              |
| Pes màxim a l'enlairament: (MTOW)       | 227.930 kg                                     | 247.208 kg (250.837 kg segons l'informe pels aeroports) |
| Velocitat de creuer                     | Mach 0,85 (903 km/h a 11000 m d'altura)        | Mach 0,85 (903 km/h a 11000 m d'altura)                 |
| Abast:                                  | 14.200 a 15.200 km                             | 14.800 a 15.750 km                                      |
| Capacitat màxima de combustible:        | 126.917 L                                      | 126.372 L                                               |
| Sostre de servei:                       | 13.106 m                                       |                                                         |
| Planta motriu (×2):                     | General Electric GEnx o Rolls-Royce Trent 1000 | General Electric GEnx o Rolls-Royce Trent 1000          |
| Empenyiment a l'enlairament - max (×2): | 284,7 kN                                       |                                                         |
| APU:                                    | Hamilton Sunstrand APS 5000                    |                                                         |

## Innovacions
L'ús extensiu de materials compostos resulta en una enorme reducció de pes, respecte dels seus predecessors. Amb aquesta reducció de pes s'estima una disminució del consum de combustible del 20% i també d'una reducció considerable del soroll respecte als avions anteriors (A330 i 767).

### Materials

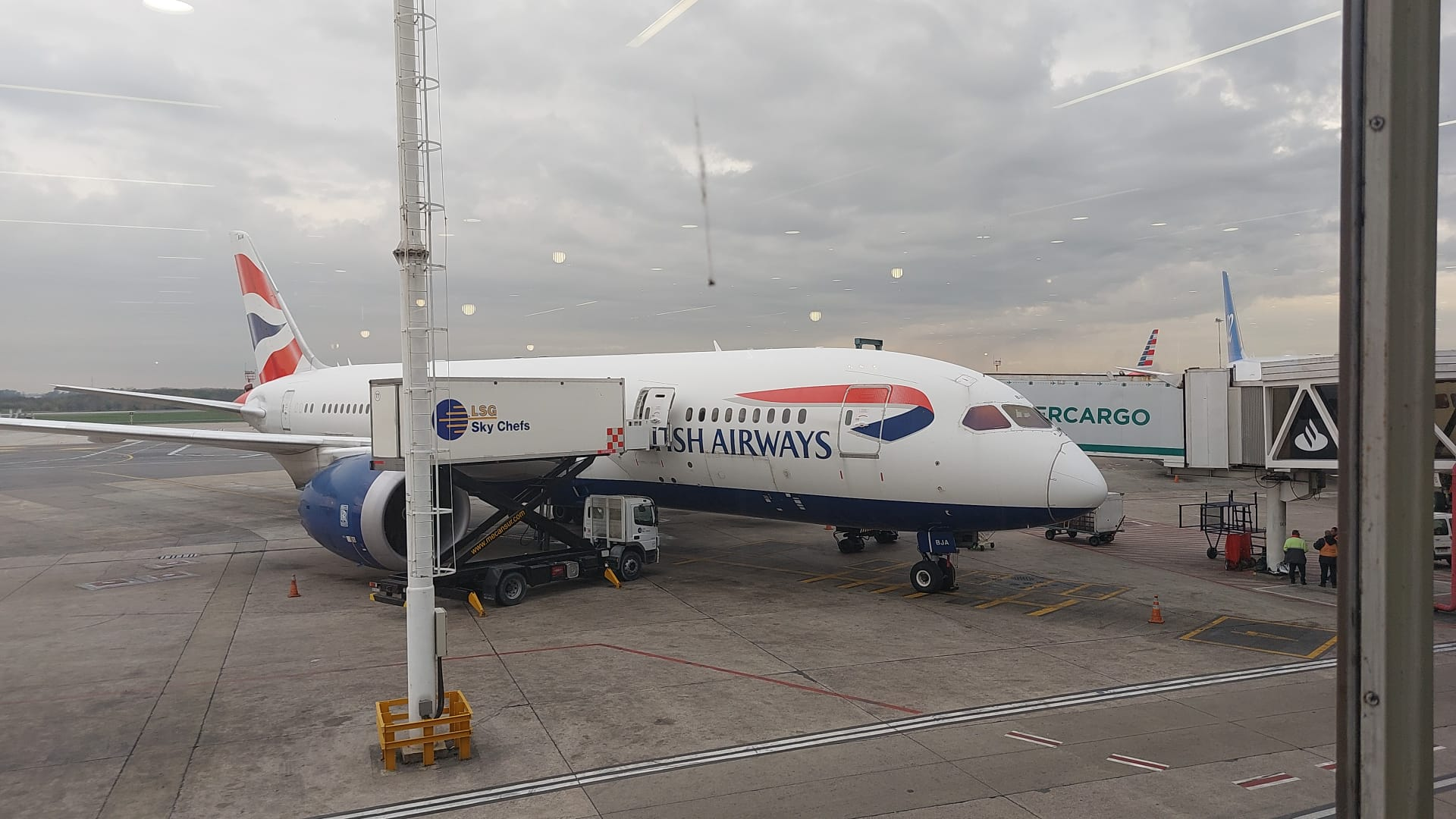
787 de la aerolínea British Airways a l'aeroport de Barcelona

La distribució de materials segons el fabricant s'ajusta al 50%, que ha centrat i determinat el disseny i la publicitat de l'avió abans, durant i després del disseny. Per altra banda, l'ús de materials metàl·lics convencionals no s'abandona completament, essent la seua distribució de la següent manera:
| Material compost | 50% |
| Alumini          | 20% |
| Titani           | 15% |
| Acer             | 10% |
| Altres           | 5%  |

Diagrama de sectors de la distribució de materials del 787.

Es tracta del primer gran avió de transport que substitueix la major part de l'alumini que conforma tradicionalment les parts del dipòsit de combustible. Així doncs al 787, es troba gran part del volum dels tancs de combustible conformat per material compost.

### Sistemes de vol
- Head-up display dual: Els dos pilots poden fer ús dels Head Up Display, mercès a la doble instal·lació d'aquests aparells i a l'adequada formació dels dos pilots en el seu ús.[13]
- Millora en els sistemes de vol.[14]

Aquestes millores en l'aviònica i els sistemes de vol s'afegeixen al conjunt de tecnologies en sistemes i aviònica desenvolupades per boeing en el cas del 787 i possibles futurs models.

### Planta de potència

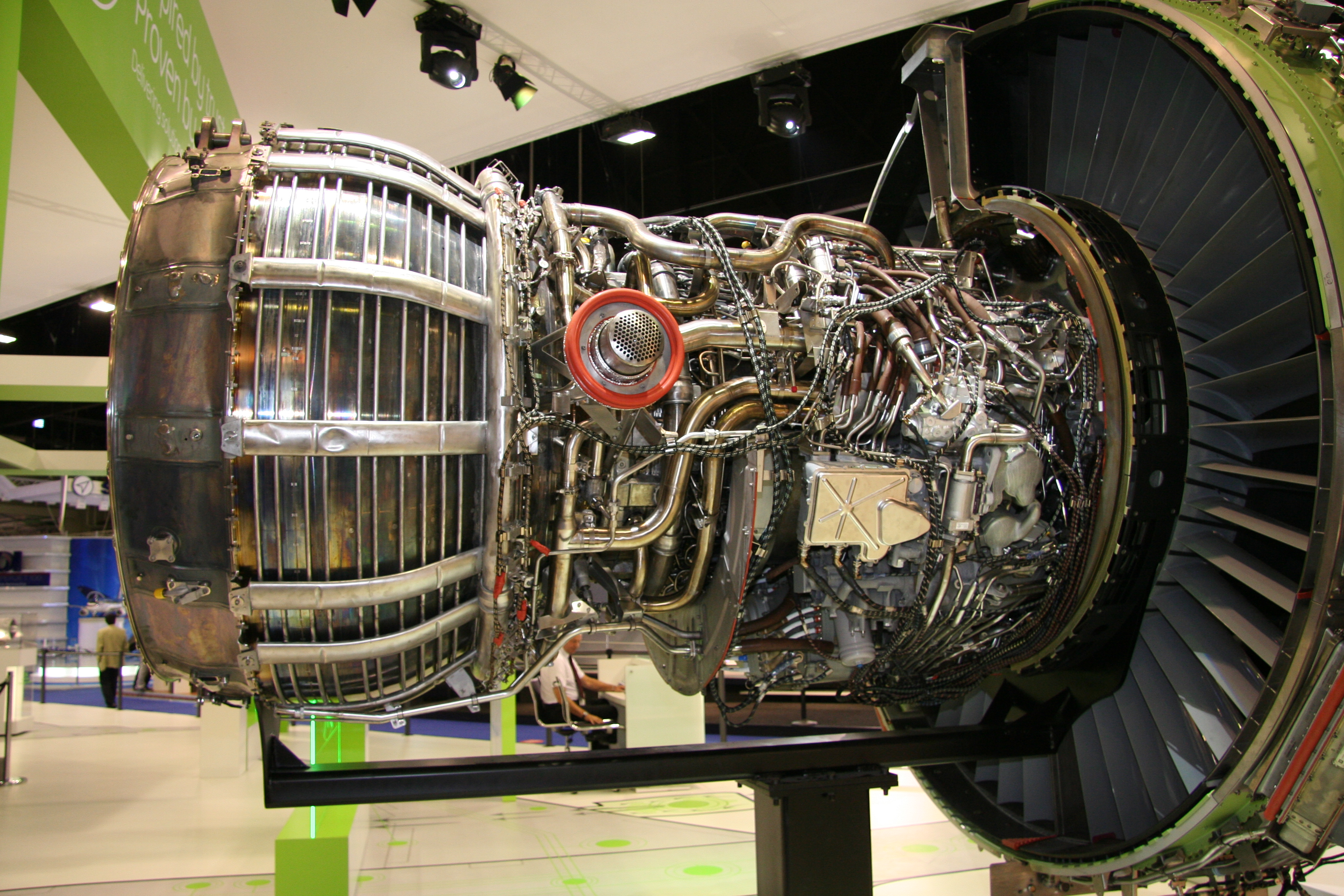
GEnx exposat al Salon du Bourget 2009.

- GEnx: Per tal de dotar d'un motor s'ha dissenyat per part de General Electric un motor pel 787 i el 747-8. Es tracta d'un motor derivat del famós motor CF6. Aconsegueix una millora substancial en l'eficiència, disminuint el consum de combustible (reducció d'un 15% de combustible en comparació al motor anterior) i produint menys sorollós.[10]
- Trent 1000: Per part de Rolls Royce, i en consorci amb altres fabricants de motors europeus, s'ha desenvolupat el Trent 1000, d'ús exclusiu per al 787 Dreamliner.

## Competidors

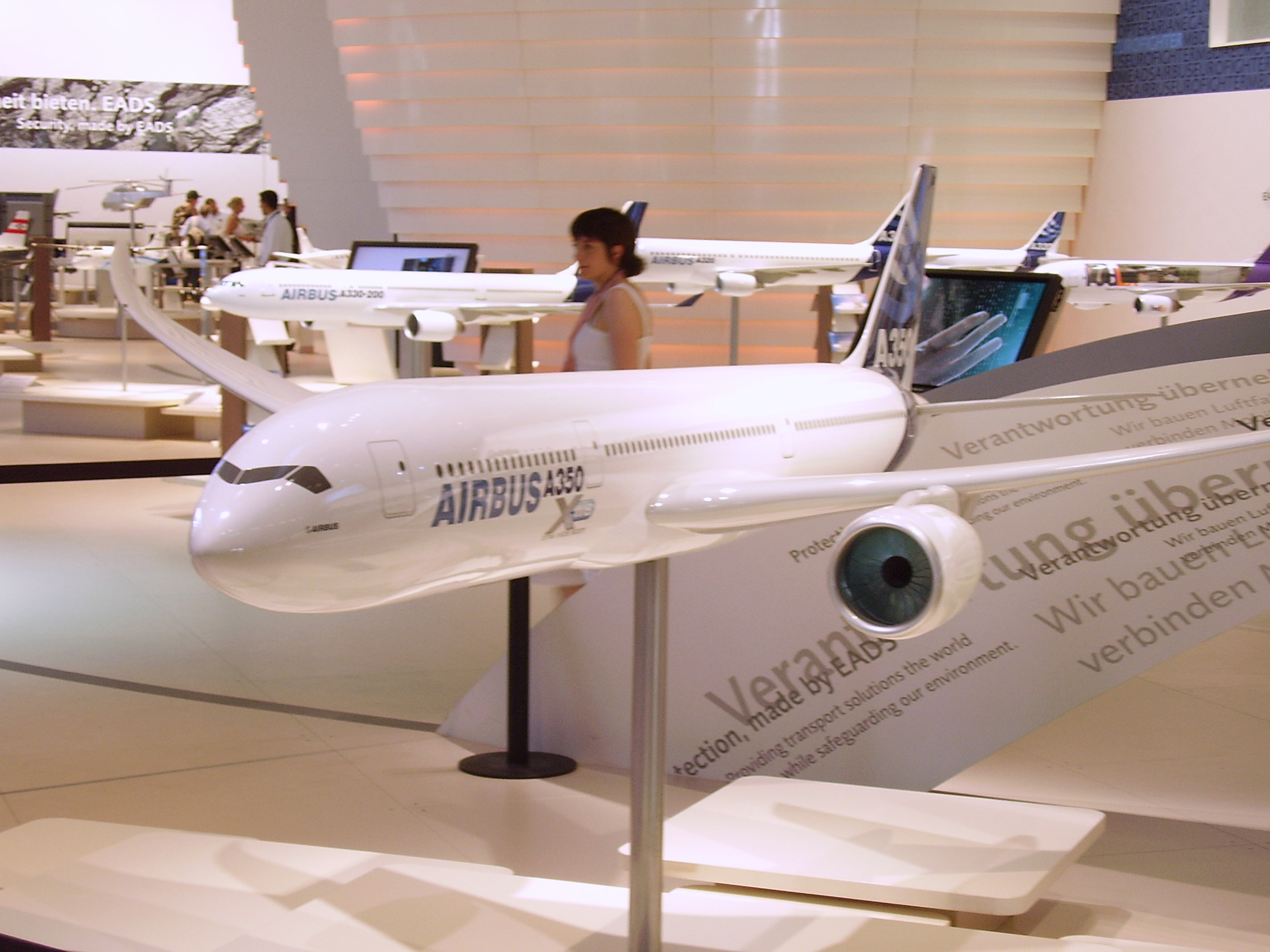
Maqueta de l'avió A350, competidor del 787.

El concepte de modernització de l'eficiència dels avions bimotors de mida mitjana va ser liderat per Boeing i seguit subsegüentment per Airbus. Es tracta d'un concepte d'aeronau que anava quedant obsolet a la cartera de configuracions d'ambdues companyies líders. L'inici d'aquesta iniciativa de renovació es va situar en l'obsolescència del model 767, perquè competia amb l'A330. Això va fer que Boeing es decantés per la seua substitució per un nou model.
A finals de 2004 s'inicia una resposta seriosa per tal de definir un competidor del futur Boeing 787. En aquest període es comença a concretar el disseny conceptual d'un nou avió de passatgers europeu 
de mig abast, que va absorbir part dels conceptes de disseny del 787. Així doncs l'A350, reanomenat amb el nom complet: A350 XWB per donar èmfasi a la que seria la geometria "extra ampla" d'Airbus, va començar a ésser desenvolupat amb uns objectius similars als del Boeing 787, això és: major eficiència gràcies a l'ús dels materials compostos i d'un disseny que se centraria a augmentar l'amplària del seu fuselatge. Així doncs, ambdós avions comparteixen un elevat percentatge de parts fabricades en material compost, de l'ordre de més del 50% en pes. Tot i això, les dues aeronaus mantenen algunes parts metàl·liques, especialment en grans juntes crítiques tradicionalment fetes en titani o en panells o altres elements estructurals que mantenen una arquitectura semblant a les de les aeronaus predecessores.